# Liste des maires de Bourg-de-Bigorre

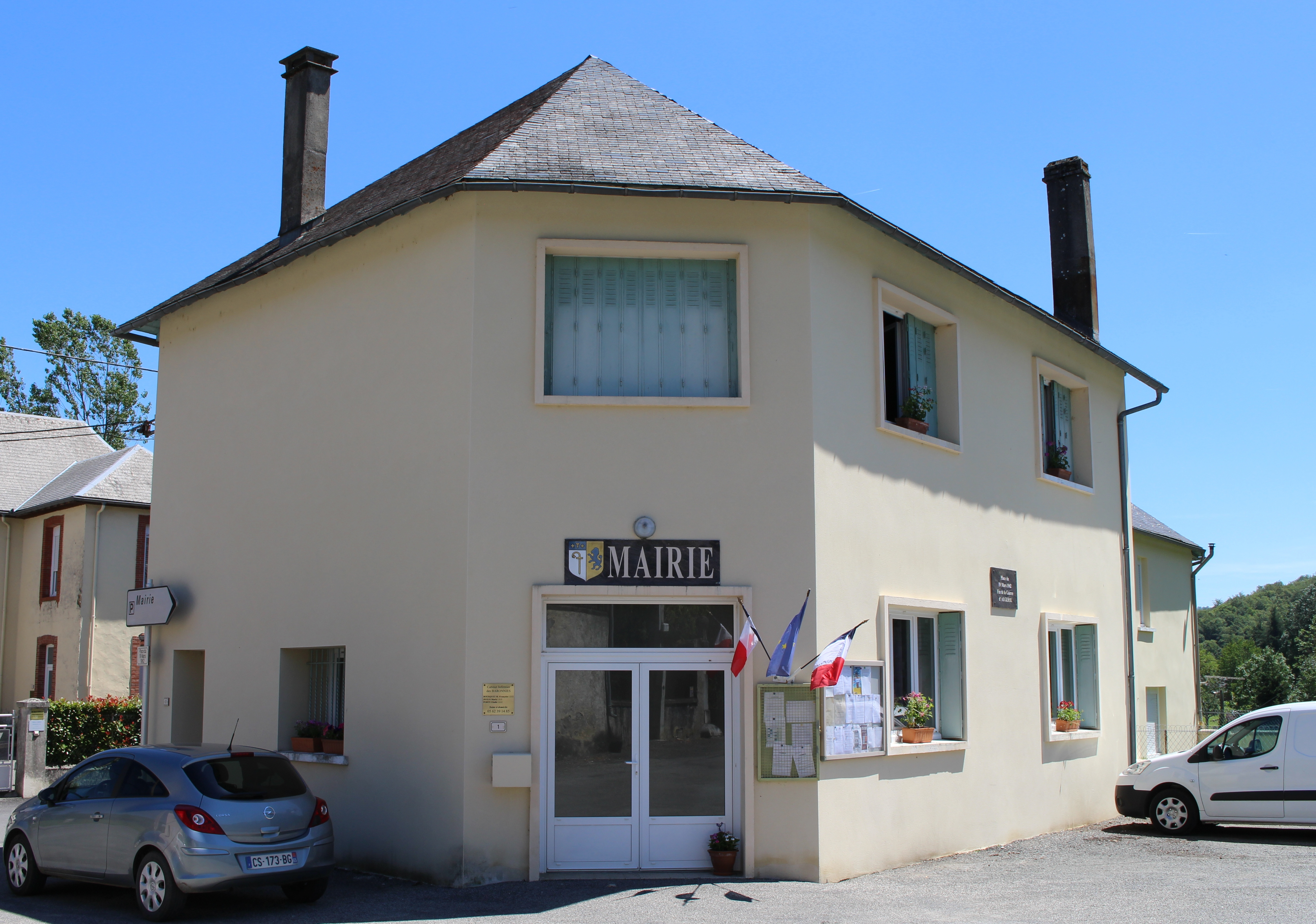
La mairie en 2016.

## Liste des maires
| Période                                  | Période   | Identité            | Étiquette | Qualité     |
| ---------------------------------------- | --------- | ------------------- | --------- | ----------- |
| Les données manquantes sont à compléter. |           |                     |           |             |
|                                          |           |                     |           |             |
| mars 1977                                | mars 1983 | Jean-Marie Fourcade | SE        | agriculteur |
| mars 1983                                | mars 1989 | Louis Tapie         | SE        | postier     |
| mars 1989                                | mars 2008 | Eric Fourcade       | SE        | agriculteur |
| mars 2008                                | mars 2014 | Louis Tapie         | SE        |             |
| mars 2014                                | en cours  | Régine Sarrat       | SE        |             |